# Arnie Oliver
Arnie Oliver   (New Bedford, 22 de maig de 1907 - New Bedford, 16 d'octubre de 1993) fou un futbolista estatunidenc. Va formar part de l'equip estatunidenc a la Copa del Món de 1930.

## Biografia
Oliver, fill d'immigrants britànics, va començar la seva carrera amb el New Bedford Quisset Mill, una fàbrica de cotó, club quan tenia catorze anys. Després va jugar amb els Shawsheen Indians, un club d'aficionats local que es va unir a la American Soccer League el 1925. No obstant això, Oliver va seguir sent un aficionat i quan els indis es van retirar. durant la temporada, es va traslladar al Club dels Defensors, guanyant el títol de la Copa Nacional d'Aficionats de 1926 amb ells. Després de la final de la Copa Amateur, Oliver es va convertir en professional quan va signar amb el New Bedford Whalers. Només va jugar un partit amb els Whalers i el 1927 es va traslladar als Hartford Americans. No obstant això, van ser expulsats de la lliga després de només deu partits i Oliver es va traslladar a J&P Coats durant la resta de la temporada. Va passar la major part de la temporada 1928–1929 amb J&P Coats, on va estar en un moment en un empat a tres per al lideratge anotador de la lliga, però va acabar la temporada amb els New Bedford Whalers. Oliver es va traslladar a la tardor als Pawtucket Rangers temporada 1929. A la tardor de 1930, va començar la temporada amb els 'Marksmen' abans de transferir-se al Providence F.C. A la primavera de 1931, va jugar amb el Fall River F.C. i després amb els Pawtucket Rangers a la tardor de 1931. Algunes fonts afirmen que Oliver va acabar la seva carrera a la American Soccer League el 1931, altres diuen que el 1935. No obstant això, tots estan d'acord que va acabar la seva carrera. carrera amb el Santo Christos amateur el 1938.